# Toony
Toony [tuni] (* 16. März 1984 in Kędzierzyn-Koźle, Polen; bürgerlich Thomas Chachurski) ist ein polnischer Rapper. Mit seinem Lied Deine Stärke erlangte er im deutschen und polnischen Sprachraum Bekanntheit.

## Leben
Als Toony zwei Jahre alt war, immigrierte seine Familie nach Deutschland und ließ sich in Düsseldorf nieder. Dort brach er die Schule nach der 12. Klasse ab, erwarb später jedoch das Fachabitur. Anschließend wandte sich Toony der Rapmusik zu. Sein Debüt erfolgte 2007 mit einem Gastauftritt auf dem Album Alphagene von Kollegah. Es folgten Auftritte in regionalen Clubs und Diskotheken.
2008 veröffentlichte er zusammen mit Sahin auf der Online-Videoplattform YouTube das Musikvideo Deine Stärke. In diesem Video forderte er junge Polen in Deutschland auf, sich ihrer polnischen Wurzeln zu besinnen. Wenig später unterschrieb Toony einen Plattenvertrag beim polnischen Hip-Hop-Label Prosto. Zusammen mit DJ Tomekk arbeitete er an dessen zweisprachigem Mixtape Ehrenkodex, das zunächst im Spätsommer 2009 erscheinen sollte, jedoch erst Anfang April 2010 erschien.
Im Juli 2010 schaffte es die mit Sahin produzierte Single Zeit rennt davon, in den MTV Urban Charts auf Platz 1.
Nach der Zusammenarbeit mit DJ Tomekk arbeitete Toony an seinem Debütalbum, welches den Namen Over The Top Reloaded trägt. Das Album erschien am 15. Juli 2011. Als einziger Featuregast auf dem Album ist Kollegah auf den Song Sie hassen uns immer noch vertreten, der inhaltlich an Toonys Debüt auf Kollegahs Album Alphagene anknüpft. Das Album enthält zusätzlich Deine Stärke als Bonustrack.
2012 erschien die EP S.Z.W.A.B., im Februar 2014 erschien das zweite Studioalbum Stabil, das in der ersten Verkaufswoche den 34. Platz der von Media Control ermittelten Albumcharts belegen konnte.

## Kritik
Während am Anfang seiner Karriere in Deutschland seine Lieder als nationalistisch kritisiert wurden, wurde er in Polen als Szwab beschimpft und dafür kritisiert, dass er auf Deutsch rappt. Das war – wie er meint – eine schwierige Zeit für ihn, in der er stets betonte, dass er sich nie als Deutscher gefühlt habe, und dieses Lied („Deine Stärke“) für Deutsche geschrieben wurde, damit man „im Westen den polnischen Patriotismus und Nationalstolz“ versteht.
Erneut in die Kritik geriet Toony Anfang des Jahres 2013, nachdem das Fernsehmagazin Stern TV einen Webdienst veröffentlicht hatte, der es ermöglicht, die Herkunftsländer der Fans von Facebookseiten statistisch aufzuschlüsseln. Die Anwendung offenbarte, dass weit über 50 % der Facebook-Fans des Rappers aus nicht-deutschen Ländern stammen – darunter größere Gruppen aus Ländern wie Kolumbien, Nepal, Uruguay oder Vietnam. Dies legte den Verdacht nahe, dass ein Großteil der sogenannten „Likes“ auf Toonys Künstlerseite hinzugekauft wurde, um dem Rapper auf diese Weise künstlich zu einer höheren Relevanz in dem sozialen Netzwerk zu verhelfen. Stern TV warnte im Zusammenhang mit der Veröffentlichung des Dienstes vor den betreffenden Agenturen, die teils mit unlauteren Mitteln ihren Kunden gegen Bezahlung eine größere digitale Anhängerschaft verschaffen sollen.
Nur wenig später berichtete die szeneninterne Informationsplattform hiphop.de über den Kauf von 2.000 Youtube-Abonnenten des Musikers von einem Online-Dienstleister. Ein Musikvideo zu dem Song Steh wieder auf, das Toony kurz zuvor gemeinsam mit dem Sänger Manuellsen über den Youtube-Kanal Aggro TV veröffentlicht hatte, wurde zeitgleich aufgrund manipulierter Zuschauerzahlen aus dem Netz genommen.
Der Kurznachrichtendienst Twitter sperrte im Jahr 2015 den Account des Rappers aufgrund stark beleidigender Äußerungen mit teilweise rassistischem Inhalt, welche dieser über sein Nutzerkonto getätigt hatte. Strafrechtliche Relevanz erlangte zudem ein Video, welches Chachurski zeigt, wie er auf dem Parkplatz eines Schnellrestaurants einem Mann ohne Vorwarnung ins Gesicht schlägt. Dieses Vorgehen brachte dem Musiker, der sich wiederholt zum katholischen Glauben bekannt hatte, massive Glaubwürdigkeitskritik von Seiten seiner Hörerschaft ein.

## Diskografie
- 2007: Over the Top (Free-Mixtape)
- 2010: Ehrenkodex (mit DJ Tomekk)
- 2011: Over the Top Reloaded
- 2012: S.Z.W.A.B. (EP)
- 2014: Stabil
- 2016: King of Hate